# 路克·艾普林
路西厄斯·班傑明·「路克」·艾普林（英語：Lucius Benjamin "Luke" Appling, 1907年4月2日—1991年1月3日），綽號「Old Aches and Pains」，為美國職棒大聯盟芝加哥白襪的游擊手。1964年入選名人堂。

## 職業生涯

### 生涯早期
1930年，艾普林只出賽6場。1931年，他出賽96場，打擊率2成32。1933年，他的打擊率從去年的2成74上升到3成22。不過艾普林待在白襪的前五個球季，白襪有4個球季單季超過90敗。
1936年，艾普林打出了單季3成88打擊率，是目前大聯盟游擊手單季打擊率紀錄。124分打點，跑回111分，單季204安，還締造了隊史連續27場安打紀錄。入選生涯首次明星賽。

### 生涯後期
1937年，他的打擊率為3成17。1938年，因腳傷只出賽81場比賽。
1940年，艾普林單季打擊率為3成48，還擊出13支三壘安打為生涯單季新高。這年也是白襪最接近世界大賽的一次。1943年，他以3成28打擊率拿下第二座打擊王獎座。隔年入美軍服役指出賽18場比賽。
1946年到1949年間，艾普林的單季打擊率都超過3成。儘管40多歲的艾普林打擊能力依舊不錯，白襪隊的老闆還是決定將艾普林的位置讓給年輕球員接班。1950年，43歲的艾普林退休。

## 退休之後
退休後艾普林幾乎都在小聯盟擔任教練，他唯一一次在大聯盟擔任總教練是在1967年擔任運動家的總教練。但是他的執教成績只有10勝30敗。
1960年到1970年代間，艾普林擔任印地安人、老虎和金鶯的指導教練。1964年，艾普林入選名人堂。
1970年，全美棒球記者協會將艾普林評為白襪隊隊史最傑出的球員。
1982年7月19日，75歲的艾普林參加了Old Timers Game(給退休後的大聯盟選手打的友誼賽)。並且在面對傳奇投手華倫·史潘時擊出了全壘打。
1991年1月3日，艾普林得了腹主動脈瘤。他在手術間過世，享壽83歲。
1999年，他被提名至大聯盟世紀球隊最終名單決選。

## 外部連結
- 球員資訊和成績在MLB，ESPN，Baseball-Reference，Fangraphs，The Baseball Cube（英文）
- 路克·艾普林在台灣棒球維基館上的頁面（繁體中文）